# Реццо
Реццо (итал. Rezzo) — коммуна в Италии, располагается в регионе Лигурия, провинции Империя.
Реццо расположена на расстоянии около 450 км к северо-западу от Рима, 100 км к юго-западу от Генуи, 20 км к северо-западу от Империи.
Население — 384 человека (31-12-2007).
Покровителем коммуны почитается святитель Мартин Турский, празднование 11 ноября.

## Демография
Динамика населения:

## Соседние коммуны
- Ауриго
- Боргомаро
- Карпазио
- Молини-ди-Трьора
- Монтегроссо-Пьян-Латте
- Пьеве-ди-Теко
- Порнассио